# 德州戰鬥 (北洋政府時期)
德州戰鬥發生於1925年11月3－8日，地點則是在中國江蘇北。是北洋政府時期內戰之一，交戰兩方為直軍孫傳芳及奉軍張宗昌。戰鬥末了，直軍孫傳芳防守江蘇成功，奉軍張宗昌落敗退回濟南，奉軍無法統一江南。